# Institut malgache des vaccins vétérinaires
L'Institut malgache des vaccins vétérinaires (IMVAVET) est un établissement public malgache créé en 1995, pour effectuer des recherches et développer/distribuer des vaccins, afin de lutter contre les maladies de cheptels animaux.

## Historique
L'établissement est créé par décret en 1995, pour répondre à une volonté du gouvernement malgache de mieux lutter contre les maladies de cheptels animaux et ainsi améliorer la condition de vie de la population agricole,.
En 2004, il est distingué d'une médaille d'or, par la Fondation for Excellence in Business Practice de Genève, pour la qualité de ses pratiques. L'institut s'associe avec des associations pour réaliser les campagnes de vaccination. Il exporte également une partie de sa production en vaccins vers les Comores. En 2014, deux nouveaux laboratoires nouvellement équipés sont inaugurés en son sein, par la ministre malgache de l’Enseignement Supérieur et de la Recherche Scientifique, Monique Rasoazananera. Il s’agit d'un laboratoire de virologie, et d'un laboratoire de bactériologie. À l'époque, 11 vaccins sont produits dans cet institut, pour les ruminants, les équidés les espèces porcines, et contre la rage pour les canins,. En 2018 est inauguré un laboratoire complémentaire de recherche et de contrôle qualité des vaccins. 12 vaccins sont désormais produits par cet institut, dont un vaccin contre la peste aviaire,.